# Dasyneurophaga
Dasyneurophaga is een geslacht van vliesvleugeligen uit de familie Pteromalidae. De wetenschappelijke naam van dit geslacht is voor het eerst geldig gepubliceerd in 1957 door Hedqvist.

## Soorten
Het geslacht Dasyneurophaga is monotypisch en omvat slechts de volgende soort:
- Dasyneurophaga japonica Hedqvist, 1957